# Matteo Fallucca
Matteo Fallucca (Roma, 21 luglio 1993) è un cestista italiano.

## Carriera

### Club
Cresciuto nelle giovanili della Stella Azzurra Roma, ha esordito in prima squadra nel 2010 in DNB; parallelamente ha trascorso due stagioni in DNC con la Minerva Bk Roma. Nel 2012 è passato alla Pallacanestro Ferrara 2011 in Divisione Nazionale A.
Dopo aver disputato il campionato di Divisione Nazionale A Gold 2013-2014 con la maglia dell'Aurora Jesi, si trasferisce all'Olimpia Matera con cui milita in Serie A2 Silver 2014-2015. Gioca in A2 anche nelle successive tre stagioni, rispettivamente a Barcellona Pozzo di Gotto, Reggio Calabria, Chieti e Forlì, poi per il 2018-2019 scende in Serie B tornando alla Viola Reggio Calabria.
Il 20 giugno 2019 firma per Cento, con cui a fine stagione conquista la promozione dalla Serie B alla A2 venendo riconfermato anche per l'annata seguente. Nel 2021-2022 partecipa nuovamente al campionato di A2 ma con i colori del neopromosso Nardò Basket.
Fallucca torna quindi a giocare nella sua città natale con l'ingaggio da parte della LUISS Roma, squadra universitaria che chiude il campionato di Serie B 2022-2023 con la prima storica promozione in A2 nella storia del club.

### Nazionale
Ha esordito con l'Italia under 20 ai FIBA EuroBasket Under-20 2013 il 9 luglio nella vittoria contro la Francia.

## Palmarès

### Nazionale
- Europei Under-20: 1

 Estonia 2013